# Riverside Church
Riverside Church és una església baptista situada al nord de Manhattan, a la ciutat de Nova York. Es troba al barri de Morningside Heights entre Riverside Drive i Claremont Avenue i entre els carrers 120 i 122. Va ser construïda per l'impuls del magnat del petroli John D. Rockefeller, Jr. i del pastor Harry Emerson Fosdick al començament dels anys 1920.
Va ser construïda en estil neogòtic entre 1927 i 1933, prenent com a model la catedral de Chartres. Els plànols van ser dibuixats pel gabinet d'arquitectes Allen, Pelton and Collens.
Nombroses personalitats han fet discursos en aquesta església, entre les quals Martin Luther King, el sud-africà Nelson Mandela, Fidel Castro (el 1999) i el secretari general de les Nacions Unides Kofi Annan (després dels atemptats de l'11 de setembre de 2001).

## Galeria

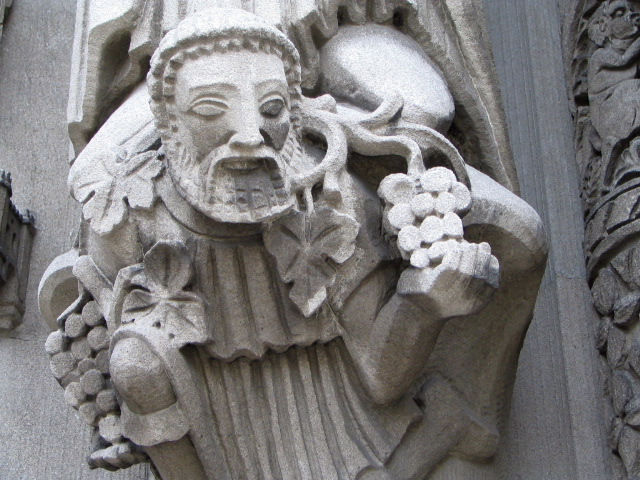
Detall de treball en pedra
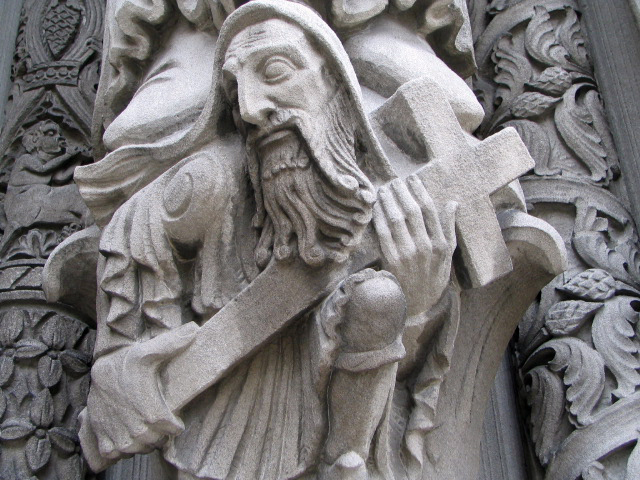
Detall de treball en pedra
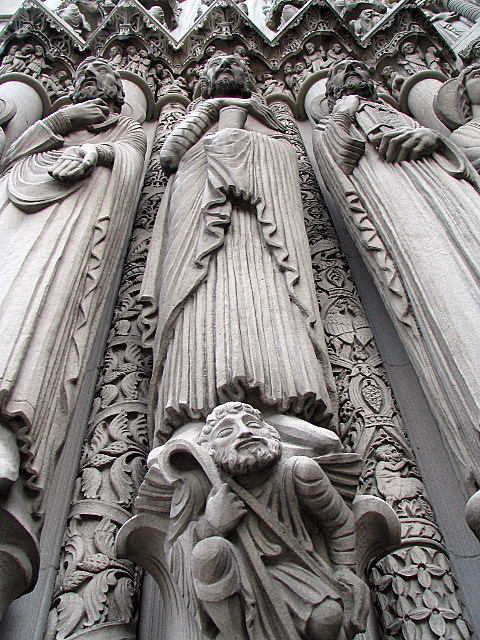
Unes quantes escultures com aquestes guarneixen l'església
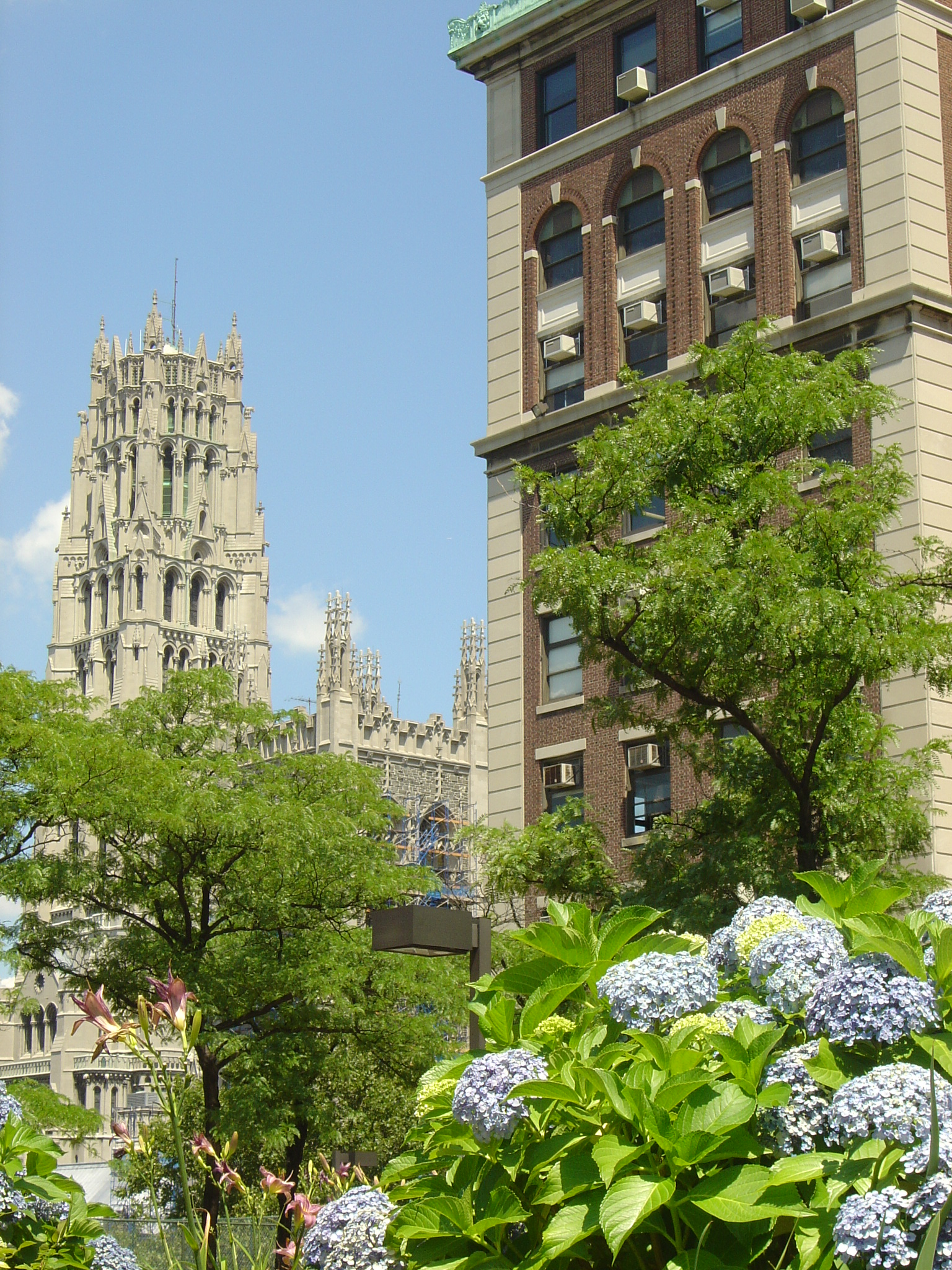
Riverside Church vista des del campus de Columbia University.